# 波普勒波因特鎮區 (北卡羅萊納州馬丁縣)
波普勒波因特鎮區（英語：Poplar Point Township）是位於美國北卡羅萊納州馬丁縣的一個鎮區。

## 地方資料
波普勒波因特鎮區的面積為41.57平方千米，當中陸地面積為41.46平方千米，而水域面積為0.11平方千米。根據2020年美國人口普查的數據，當地共有人口456人，而人口密度為每平方千米10.97人。